# Un été brûlant
Pour plus de détails, voir Fiche technique et Distribution.
Un été brûlant est un film franco-italo-suisse réalisé par Philippe Garrel, sorti en 2011.

## Synopsis
Paul, comédien, fait la connaissance de Frédéric, artiste peintre qui vit avec Angèle à Rome. Avec son amie Elisabeth, Paul va assister au déclin du couple.

## Fiche technique
- Titre : Un été brûlant
- Réalisation : Philippe Garrel
- Scénario : Marc Cholodenko, Caroline Deruas-Garrel et Philippe Garrel
- Directeur de la photographie : Willy Kurant
- Musique : John Cale
- Société de production : Rectangle Productions, en association avec Cinémage 5
- Pays d'origine :  France /  Italie /  Suisse
- Format : couleur - 2,35:1 - Dolby Surround - 35 mm
- Genre : comédie dramatique
- Durée : 95 minutes
- Date de sortie :
  -  Italie : 2 septembre 2011 (Mostra de Venise)
  -  France : 28 septembre 2011

## Distribution
- Monica Bellucci : Angèle
- Louis Garrel : Frédéric
- Céline Sallette : Elisabeth
- Jérôme Robart : Paul
- Maurice Garrel : le grand-père
- Vladislav Galard : Roland
- Vincent Macaigne : Achille
- Grégory Fitoussi : l'acteur
- François Rostain : le Réalisateur

## Sélections en festivals
- Sélection officielle à la Mostra de Venise 2011[1].
- Présenté en séance spéciale au Festival international du film de Toronto 2011[2].

## Autour du film
Le film est dédié au peintre Frédéric Pardo, ami de Philippe Garrel et membre du groupe Zanzibar.

## Article de presse
- Philippe Azoury, « Un été brûlant, saison en enfer », Libération,‎ 28 septembre 2011 (lire en ligne, consulté le 28 septembre 2011)